# Batalha de Berlim
A Batalha de Berlim, designada de Operação Ofensiva Estratégica de Berlim pela União Soviética, também conhecida como Queda de Berlim, foi uma das últimas grandes ofensivas militares lançadas na Europa durante a Segunda Guerra Mundial.
Após a Ofensiva no Vistula–Oder de janeiro–fevereiro de 1945, o Exército Vermelho pausou suas operações, detendo suas tropas a cerca de 60 km a leste de Berlim, a capital do Terceiro Reich. Em 9 de março, a Alemanha estabeleceu seu plano defensivo para a cidade com a Operação Clausewitz. As primeiras defesas nas cercanias de Berlim começaram a ser erguidas em 20 de março, sob a direção do General Gotthard Heinrici, comandante do Grupo de Exércitos Vístula, enquanto as tropas anglo-americanas cruzavam o rio Reno em 22 de março chegando ao rio Elba no início de abril de 1945.
Depois da conferência de Yalta, onde a divisão da Alemanha em quatro zonas de ocupação foi estabelecida, os anglo-americanos deixaram a parte oriental da Alemanha e a cidade de Berlim para o Exército Vermelho. Em 15 de abril, o General Dwight D. Eisenhower ordenou que todo o exército anglo-americano parasse quando alcançasse o Elba e o Mulde, pois ele não tinha interesse em atacar uma cidade que estaria na esfera de influência soviética após a guerra.
Quando os soviéticos recomeçaram suas ofensivas, a 16 de abril, dois grupos de exército atacaram Berlim pelo leste e pelo sul, enquanto uma terceira tropa atacava as posições alemãs ao norte da capital. Antes de atacar a cidade diretamente, o Exército Vermelho começou a cercá-la após as bem-sucedidas batalhas em Seelower Höhen e Halbe. Em 20 de abril de 1945, no aniversário de Hitler, tropas da Primeira Frente Bielorrussa, lideradas pelo Marechal Gueorgui Júkov, avançaram pelo leste e pelo norte, bombardeando o centro de Berlim com artilharia avançada, enquanto o Marechal Ivan Konev e a Primeira Frente Ucraniana quebravam as linhas do Grupo de Exércitos Centro alemão e começaram a avançar pelos subúrbios ao sul de Berlim. Na noite de 20-21 de abril, o bombardeio aliado de Berlim cessou assim que foi garantida a entrada dos soviéticos na cidade. Em 23 de abril, o General Helmuth Weidling assumiu o comando do exército alemão em Berlim. A guarnição alemã consistia de unidades fatigadas e desorganizadas da Wehrmacht e da Waffen-SS, junto com membros da Volkssturm, mal armados e mal preparados, e crianças-soldado da Juventude Hitlerista. Embora os defensores alemães lutassem com afinco, o exército russo era quase três vezes maior. Apelos de Hitler para que divisões do exército alemão ainda espalhadas pelo país para vir e salvar Berlim foram ignorados, com generais e marechais reconhecendo a situação mórbida do regime. Nas próximas duas semanas, os soviéticos foram tomando Berlim quadra por quadra, rua por rua.
Em 30 de abril, com o exército vermelho a poucos quilômetros e se aproximando rapidamente, Hitler cometeu suicídio. Vários oficiais do regime e do exército alemão também se suicidaram logo em seguida. A guarnição da cidade se rendeu em 2 de maio, embora a luta nas cercanias de Berlim prosseguiriam até 8 de maio. Em 6 de maio começa a Ofensiva em Praga e em 8 de maio termina oficialmente a guerra na Europa.

## O prelúdio à batalha

### Primeiros movimentos
No início de 1945, a Frente Oriental estava relativamente estável desde a Operação Bagration lançada pelos soviéticos em junho de 1944. O Exército Vermelho parecia ter perdido força para as operações importantes. Na Romênia, o rei Miguel I demitiu Ion Antonescu e pediu um armistício, enquanto na Bulgária houve um golpe de Estado, com apoio soviético, que resultou no fim do Reino da Bulgária e na proclamação da República Popular da Bulgária. Com esses eventos, Romênia e Bulgária, que eram aliadas da Alemanha na invasão da União Soviética em 1941, trocaram de lado na guerra. Os alemães ainda haviam perdido parte da Hungria, embora ainda mantivessem Budapeste sob seu controle. Ao norte, os soviéticos já estavam às portas de Varsóvia enquanto um levante contra as tropas alemãs ocorria naquela cidade. O Exército Vermelho suspendeu temporariamente as operações de combate que permitiram aos alemães se reagrupar, derrotar a resistência polonesa e destruir a cidade em retaliação. No setor mais meridional da frente, algo em torno de 200 000 alemães se encontravam encurralados na Península de Courland, na Letônia.
No entanto, a estabilidade era precária para as forças do Eixo. O Coronel General Heinz Guderian, chefe do Estado-Maior do Exército alemão, insistia junto a Hitler que um ataque soviético em qualquer ponto da Frente Oriental, teria como resultado o colapso da mesma. Contudo, Hitler insistia que a Frente Oriental teria que se manter com as forças disponíveis e recusou-se a permitir retiradas para áreas mais defensáveis na retaguarda. O avanço final contra a Alemanha estava marcado para 20 de janeiro de 1945, embora tenha sido avançado para 12 de janeiro a pedido dos Aliados ocidentais que estavam envolvidos em uma grande operação para conter o ataque alemão na região das Ardenas, na Bélgica. Winston Churchill solicitou a Joseph Stalin que aumentasse a pressão no flanco oriental da Wehrmacht (forças armadas alemãs) para aliviar a pressão sobre suas tropas.

### Operações iniciais

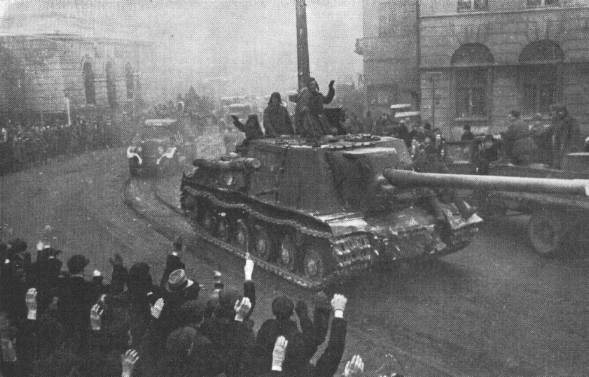
Um SU-152, juntamente com outros tanques e tropas soviéticas avançando sobre a cidade polonesa de Łódź, no caminho até Berlim, em 1945.

Em 12 de janeiro de 1945, a Ofensiva no Vistula-Oder começou, bem como a Ofensiva dos Cárpatos Ocidentais. Varsóvia seria libertada em apenas cinco dias, em 17 de janeiro. Logo o Exército Vermelho avançou pelas planícies polonesas em busca das forças alemãs em retirada. Em 13 de janeiro, a Ofensiva da Prússia Oriental aconteceu onde rapidamente cercaram a cidade de Königsberg. Como Guderian havia suspeitado, a Frente Oriental entrou em colapso rapidamente. Muitas unidades alemãs foram simplesmente rechaçadas pelo avanço soviético e aquelas que não puderam se retirar a tempo foram sitiadas e dizimadas.
Ao sul, a ofensiva soviética avançou com menos força. Mesmo assim, Budapeste, que os alemães haviam conseguido manter contra duas tentativas soviéticas de tomá-la, caiu em 13 de fevereiro. Hitler insistiu na necessidade de manter a Hungria sob controle alemão ordenando um contra-ataque para retomar Budapeste e o máximo de território húngaro possível. Tropas foram trazidas da Frente Ocidental e até da Frente Oriental para fortalecer as unidades que lidariam com a ofensiva em Budapeste. A ofensiva nazista, sob o comando do General SS Josef "Sepp" Dietrich, começaria em 6 de março, pegando os soviéticos de surpresa. Porém, pouco depois de uma semana, os alemães já haviam perdido a iniciativa. No dia 19, Dieterich brincava que o Sexto Exército Panzer tinha um bom nome, pois só tinham 6 tanques restantes.

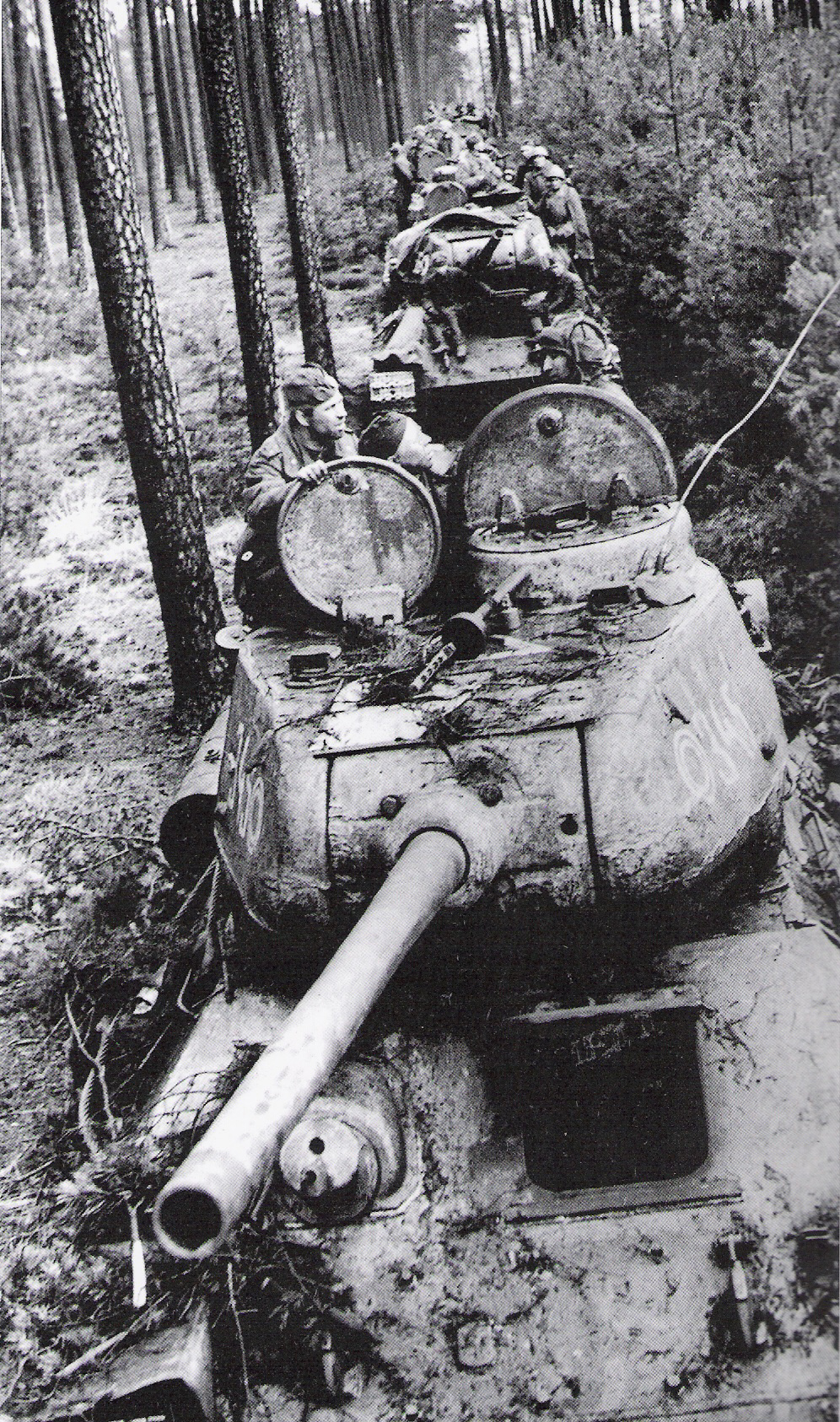
Tanques da Primeira Frente Ucraniana durante a ofensiva contra a Alemanha.

Na segunda semana de fevereiro, a Segunda Frente Bielorrussa, sob o comando do Marechal Konstantin Rokossovsky, penetrou na Prússia Ocidental e o Grupo de Exércitos do Vístula, comandado pelo Reichsführer SS Heinrich Himmler, foi forçado a se retirar. Quando a ala direita da Primeira Frente Bielorrussa se juntou ao ataque na Prússia, as condições pioraram para os alemães. O Segundo e o Terceiro Exército Panzer perderam contato com as forças alemãs estacionadas ao redor de Berlim e foram isolados. A Primeira Frente Ucraniana do Marechal Konev ainda não havia cruzado o rio Oder. Foi difícil para ele subjugar a cidade de Breslau e, por isso, não cruzou as fronteiras da Silésia. Ivan Konev, como Júkov, queria chegar a Berlim e ser reconhecido como o conquistador da fortaleza nazista. Sua solução para a resistência em Breslau foi o de cercar a cidade e seguir com o grosso de suas forças para o Oder. Uma vez cruzado o rio, Berlim estaria a seu alcance pelo sul. Enquanto Rokossovsky invadia a Prússia, Hitler acreditava que tinha que manter o controle da situação por meio de um contra-ataque ao norte, na região da Pomerânia, contra o flanco exposto da Primeira Frente Bielorrussa. Guderian insistiu que o General Walther Wenck liderasse a ofensiva, mas Hitler preferiu deixar o comando para Himmler. Após uma discussão acalorada, Hitler concedeu a Wenck para liderar a ofensiva, mas a falta de combustível e munição fez os oficiais acreditarem que o ataque não poderia ter objetivos ambiciosos. Por fim, os alemães lançaram a ofensiva no dia 16 de fevereiro. No dia seguinte, Wenck sofre um acidente de automóvel e o comando passa ao General Hans Krebs. 
Em 18 de março, 1329 bombardeiros e 733 caças da Oitava Força Aérea dos Estados Unidos deixaram a Inglaterra para o norte da Alemanha. O alvo de 1.221 dos bombardeiros era Berlim. Esta missão tinha como objetivo apoiar o avanço russo atacando estações ferroviárias e fábricas de tanques na cidade. Em 21 de março, o General George S. Patton ordena que seu XII Corpo de Exército se prepare para o ataque ao rio Reno no dia seguinte. Em 22 de março, o Exército dos Estados Unidos começa a cruzar o rio Reno. Na noite de 23 a 24 de março, após o ataque ao Reno pelo XII Corpo de Exército, o Tenente General Omar Bradley anunciou seu sucesso. Joseph Stalin esperava chegar à capital alemã antes de seus aliados ocidentais que já haviam cruzado o rio Reno. Ele mesmo assumiu muitas das funções de seus comandantes militares na preparação do que se pretendia ser a arremetida final ao coração da Alemanha. Também ordenou que a Primeira Frente Ucraniana, sob o comando do Marechal Ivan Konev, e a Primeira Frente Bielorrussa, sob o comando do Marechal Gueorgui Júkov, ambas localizadas em setores próximos a Berlim, tenham prioridade em equipamentos e substituições.
Em 20 de março, Heinrich Himmler foi substituído como comandante do Grupo de Exércitos Vístula pelo General Gotthard Heinrici. Heinrici imediatamente começou a fazer planos, concluindo que seus homens teriam uma chance melhor se, em vez de ficar nas margens do Oder, construíssem defesas nas Colinas de Seelow. Ele previu corretamente que o principal avanço soviético seria feito no setor do rio Oder defronte às colinas pela curta distância dali até a capital alemã. Heinrici decidiu manter pequenas guarnições ao longo do rio para manter a aparência de que suas defesas seriam estabelecidas ali. Ao mesmo tempo, ele ordenou aos seus oficiais que fortificassem os pontos altos das colinas. Os engenheiros do exército alemão transformaram as margens do Oder em um pântano para impedir o avanço dos tanques, três cinturões de defesa foram construídos que alcançaram os arredores de Berlim. Essas linhas consistiam em poços e instalações de canhões antitanque e uma extensa rede de trincheiras e bunkers.
Até o final de março de 1945, houve um total de 314 ataques aéreos contra Berlim, dos quais 85 ocorreram nos últimos 12 meses. Em 30 de março, os soviéticos entram na Áustria. Viena é forçada a se render em 13 de abril, após quatro dias de combates. No início de abril Berlim se encontrava ameaçada pelo sul com a travessia do Oder pelas forças de Konev. Agora bastava um movimento das tropas da Primeira Frente Ucraniana de cercar a capital alemã pelo sul e um movimento similar da frente dirigida por Júkov pelo norte que Berlim cairia isolada do resto do país. O Terceiro Exército Panzer, comandado pelo General Hasso von Manteuffel, foi posicionado para receber a maior parte do ataque das forças da Primeira Frente Bielorrussa. Suas tropas eram uma miríade de unidades sem homens e equipamentos. Ao seu lado estavam o Quarto Exército Panzer e o Nono Exército Alemão, este último sob as ordens do General Theodor Busse, sendo suas tarefas auxiliar o Terceiro Exército Panzer e, o mais importante, impedir que as forças de Konev realizassem o movimento em pinça pelo sul que cercaria a capital do Reich e as forças que a defendiam.

### Avanço para Berlim

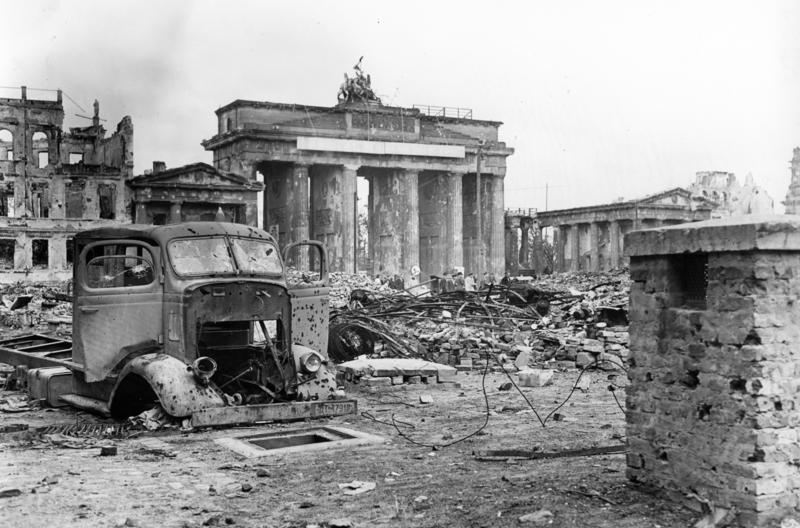
O Portão de Brandemburgo entre as ruínas de Berlim, em junho de 1945

Em 9 de abril, Königsberg cai sob o controle do Exército Vermelho, liberando assim a Segunda Frente Bielorrussa do Marechal Rokossovsky para cruzar na direção da margem oriental do rio Oder. Durante as primeiras duas semanas de abril, os soviéticos realizaram sua relocação mais rápida de unidades na guerra. O General Gueorgui Júkov concentrou sua Primeira Frente Bielorrussa, que havia estado estacionada ao longo do Oder, em uma área próxima às Colinas de Seelow. A Segunda Frente Bielorrussa moveu-se para as posições deixadas pelas forças de Júkov ao norte de Seelow. Enquanto a reorganização estava sendo realizada, espaços foram deixados entre as frentes e parte das forças do Segundo Exército Alemão, que haviam formado bolsões de resistência perto de Danzigue e Pomerânia, conseguiram escapar pelo rio Oder. No sul, o Marechal Konev reagrupou suas forças para participar da conquista de Berlim. As três frentes soviéticas juntas tinham 2,5 milhões de homens, 6250 tanques, 7500 aviões e 41600 peças de artilharia e morteiros. Júkov havia decidido concentrar as tropas para atacar ou o último obstáculo natural antes de Berlim: as Colinas de Seelow. Seria uma tarefa difícil tomar posições inimigas escondidas em locais que possibilitavam aos alemães vislumbrarem do alto a movimentação do Exército Vermelho. Entretanto, Júkov sabia que uma vez conquistado aquele ponto da frente de batalha, Berlim estaria a apenas 60 quilômetros de seus exércitos.
Por sua vez, os anglo-americanos avançaram do Reno ao Elba. O rio Elba era o alvo oficial para o leste, embora muitos comandantes americanos esperassem chegar a Berlim. Em 10 de abril, aconteceria o último grande ataque diurno da Força Aérea dos Estados Unidos a Berlim, envolvendo 1232 aeronaves. Na noite de 11 de abril, elementos da 2ª Divisão Blindada do 9º Exército, aparentemente determinados a demonstrar a facilidade de se chegar à capital alemã, correram 117 km para chegar ao Elba a sudeste de Magdeburgo, a apenas 80 km da capital. Em 12 de abril, elementos adicionais do 9º Exército chegaram ao Elba e no dia seguinte estavam na margem oposta, aguardando a ordem de avançar sobre Berlim. No entanto, em 15 de abril, eles tiveram que desistir de suas esperanças. Dwight D. Eisenhower, Comandante Supremo da Força Expedicionária Aliada, enviou a Bradley a ordem de que o 9º Exército deveria ficar e que não haveria nenhum esforço para tomar Berlim. Anteriormente, o primeiro-ministro britânico, Winston Churchill, havia instado Eisenhower a continuar o avanço em direção a Berlim do Grupo do 21º Exército, sob o comando do Marechal de Campo Bernard Montgomery, com a intenção de capturar a cidade. Até o General George S. Patton concordou com Churchill que a cidade deveria ser atacada. No entanto, seguindo o aviso de Bradley de que tomar uma cidade que estava na área cedida aos soviéticos após a Conferência de Yalta poderia custar 100 000 baixas, Eisenhower tomaria sua decisão final em 15 de abril estabelecendo que se a liderança política dos Estados Unidos ordenasse que ele fosse a Berlim, ele o faria, caso contrário, perseguiria seu objetivo de encerrar a guerra o mais rápido possível considerando, além disso, que qualquer terreno que os aliados ocidentais ganhassem na futura zona soviética seria cedido aos soviéticos após a guerra.

## A Ofensiva Final

### Avanço decisivo

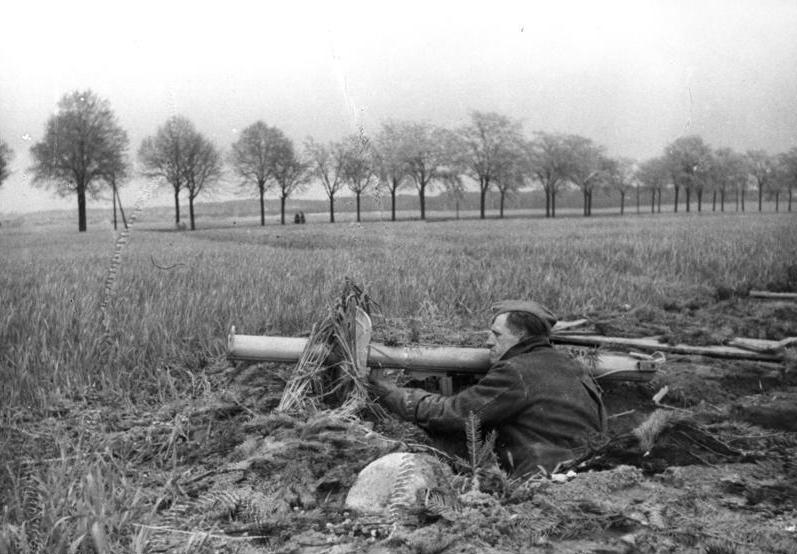
Uma posição defensiva alemã perto de Berlim, em 1945. O grosso das tropas alemãs na região era composto pela milícia Volkssturm.

De 15 a 16 de abril, 106 mosquitos da Força Aérea Real Britânica bombardearam Berlim. O ataque às colinas de Seelow começa na madrugada de 16 de abril. A Primeira Frente Bielorrussa abre o ataque com fogo de artilharia e bombardeio de foguetes Katyuska. O poder de fogo foi avassalador. De acordo com alguns relatos, o impacto dos projéteis de artilharia foi sentido em Berlim, a pouco mais de sessenta quilômetros de distância. Mais ao sul, as tropas de Konev também abriram fogo contra posições alemãs. Pouco tempo depois, sua infantaria e tanques avançaram nas defesas alemãs do outro lado do Oder. Para Júkov, o ataque não saiu como planejado. Com a decisão de Heinrici de concentrar suas unidades na segunda linha de defesa, o fogo soviético, embora imenso, causou poucos danos. Quando chegou a hora de os tanques avançarem, não só encontraram muito lodaçal e crateras abertas por sua própria artilharia, como também se viram frente à frente com intactas unidades de defesa do inimigo. Enquanto isso, a Primeira Frente Ucraniana cruza o rio Oder com relativamente poucas baixas. O Quarto Exército Panzer, sob o comando do General Fritz-Hubert Gräser, luta desesperadamente para manter as margens do rio, porém suas unidades começam a perder contato umas com as outras conforme os soviéticos se infiltram em espaços que ficam indefesos.
Entre 17 e 18 de abril, 61 mosquitos da Força Aérea Real Britânica invadiram Berlim, resultando na perda de 2 mosquitos. Com Júkov em Seelow, Stalin permite que Konev use seus exércitos para atacar Berlim pelo sul. Em 18 de abril, Konev ordena que o Terceiro Exército de Tanques de Guardas, do General Pavel Rybalko, e o Quarto Exército de Tanques de Guardas, comandado pelo General Dmitri Lelyushenko, desdobre suas forças para o norte para atacar Berlim pelo sul. Durante este período, a Primeira Frente Bielorrussa faz um progresso lento e custoso nas colinas Seelow. Em 19 de abril, os últimos remanescentes das defesas do General Heinrice são retirados para Berlim. Essas tropas formariam grande parte das unidades que lutariam a batalha na capital alemã.
De 19 a 20 de abril, a Força Aérea Real Britânica faz outra incursão em Berlim com 79 mosquitos. Em 20 de abril, aniversário de Adolf Hitler, as baterias da Primeira Frente Bielrorrussa começaram a disparar contra Berlim. Foi um sinal para aqueles que ainda esperavam deter os russos no Seelow e uma prova de que a guerra estava perdida.

### Cerco de Berlim

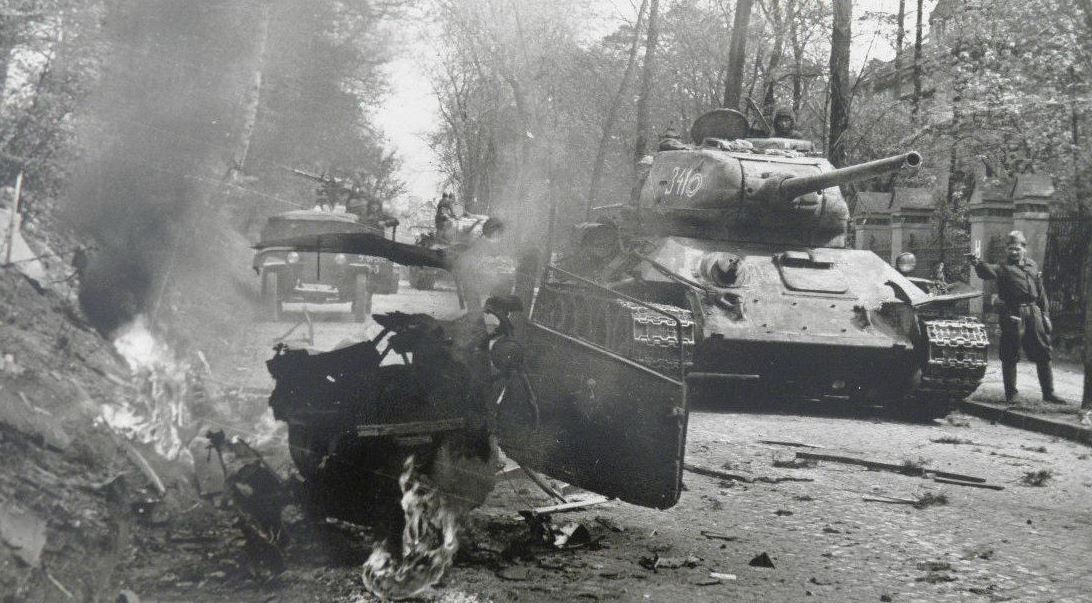
Tanques soviéticos indo para Berlim.

Enquanto Berlim estava sendo bombardeada, a Primeira Frente Bielorrussa avançou a leste e nordeste da cidade através das últimas formações da ala norte do Grupo de Exércitos Centro. Ao norte, entre Stettin e Schwedt, a Segunda Frente Bielorrussa ataca o flanco norte do Grupo de Exércitos Vístula. Hitler ordenaria o início da Operação Clausewitz, que exigia a evacuação completa de todos os escritórios da Wehrmacht e da SS em Berlim. Entre 20 e 21 de abril, a Força Aérea Real Britânica faz seu último ataque a Berlim porque os soviéticos já estavam para entrar na cidade.
Em 22 de abril de 1945, em sua conferência sobre a situação, Hitler ficou furioso quando percebeu que seus planos não poderiam ser realizados. Ele declarou que a guerra estava perdida, culpando os generais pela derrota e que permaneceria em Berlim até o fim para depois se suicidar. Numa tentativa de acalmar Hitler, o General Alfred Jodl especulou que o XII Exército do General Walther Wenck, que estava enfrentando os americanos, poderia se mudar para Berlim porque os americanos, já no rio Elba, dificilmente se mudariam mais para o leste. Hitler entendeu imediatamente a ideia e em poucas horas Wenck recebeu ordens de se separar dos americanos e mover o XII Exército para o nordeste para apoiar Berlim.

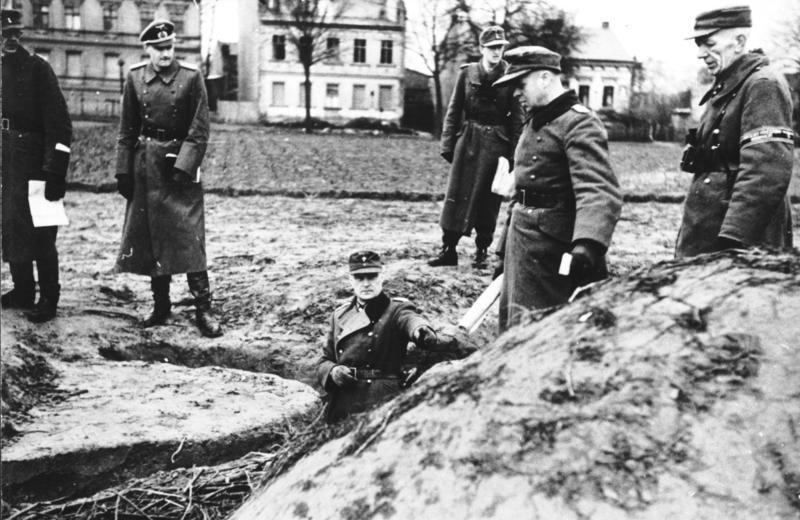
General Hellmuth Reymann inspecionando um posto de metralhadora com soldados e homens da Volkssturm.

Em 23 de abril, Hitler nomeia o general da artilharia alemã, Helmuth Weidling, comandante da área de defesa de Berlim. Apenas um dia antes, Hitler ordenou que Weidling fosse executado por um pelotão de fuzilamento. Naquele mesmo dia, as primeiras forças terrestres soviéticas começaram a penetrar nos subúrbios de Berlim. Algumas das unidades de Vassili Chuikov haviam cruzado os rios Spree e Dahme ao sul de Köpenick ao lado dos tanques do Primeiro Exército de Tanques de Guardas do Coronel General Mikhail Katukov e avançavam em direção a Britz e Neukölln enquanto à meia-noite um corpo do 5º Exército de Choque do Coronel General Nikolai Berzarin cruzou o Spree perto de Treptow. Em 24 de abril, a cidade foi completamente cercada por elementos da Primeira Frente Bielorrussa e da Primeira Frente Ucraniana. O XII Exército de Wenck, obedecendo à ordem de Hitler, tentava romper a resistência encontrando forte resistência da Primeira Frente Ucraniana em torno de Potsdam. Entre 24 de abril e 1º de maio, o IX Exército empreendeu uma ação desesperada para sair de Halbe e tentar se unir ao XII Exército.

### Organização da defesa

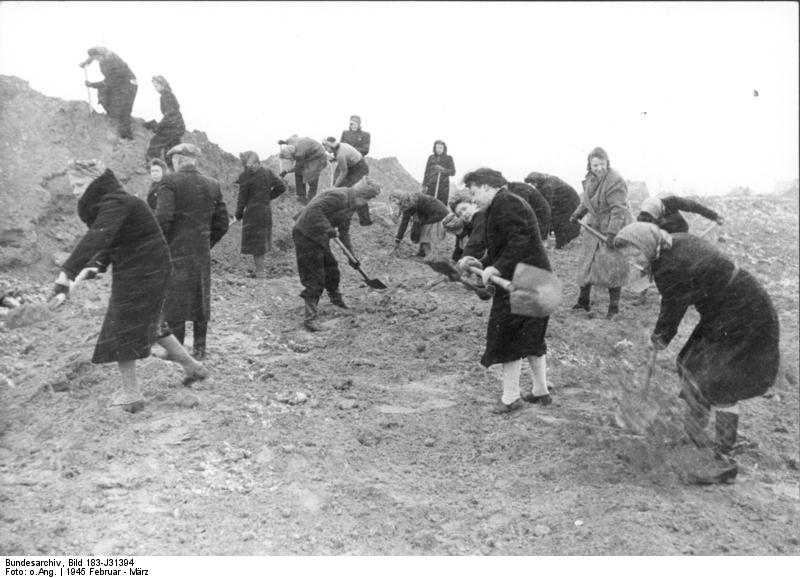
Construção de trincheiras anti-tanque nos arredores de Berlim.

As forças disponíveis na cidade para o General Weidling para defesa incluíam aproximadamente 45 000 soldados do Exército Alemão e da Waffen-SS severamente exaurido. Essas divisões foram complementadas pela força policial, os meninos da Juventude Hitlerista e a Volkssturm. Muitos dos 40 000 anciãos do Volkssturm eram veteranos da Primeira Guerra Mundial. Hitler nomeou o SS Brigadeführer Wilhelm Mohnke como Comandante de Batalha para o distrito do governo central que incluía a Chancelaria do Reich e o Führerbunker. Ele tinha mais de 2 000 homens sob seu comando. Weidling organizou a defesa em oito setores designados de A a H, cada um comandado por um coronel ou general que não tinha muita experiência em combate. A oeste da cidade ficava a 20ª Divisão de Infantaria. Ao norte ficava a 9ª Divisão de Pára-quedas. A nordeste ficava a Divisão Panzer Müncheberg e a sudeste e a leste do Aeroporto de Tempelholf ficava a 11ª Divisão Panzergrenadier SS Nordland. A reserva, a 18ª Divisão Panzergrenadier, ficava no distrito central de Berlim.

### Nos subúrbios

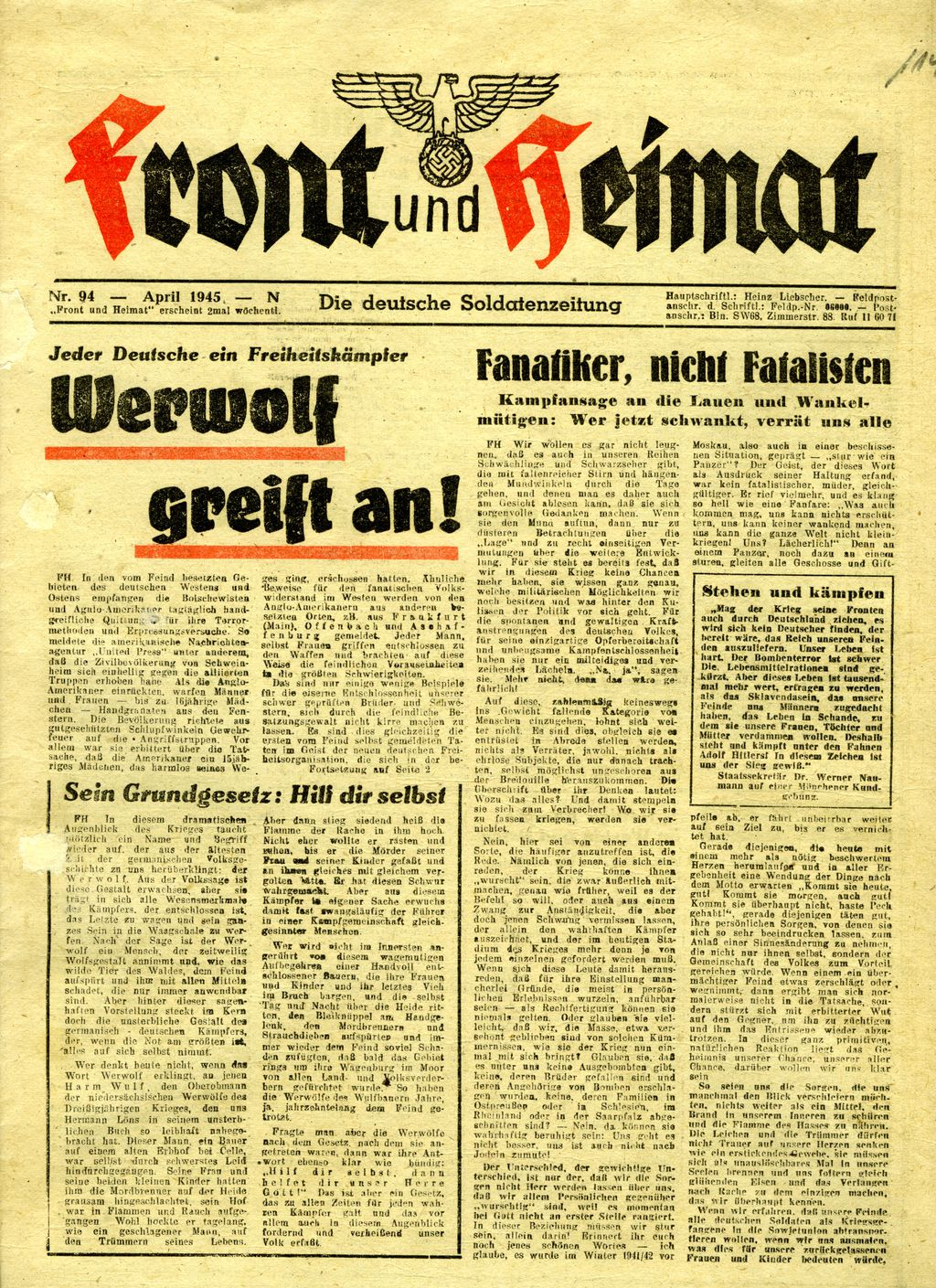
Primeira página do Front und Heimat: Die deutsche Soldatenzeitung ("Frente e pátria: o jornal do soldado alemão"), um jornal para soldados alemães durante a Segunda Guerra Mundial, publicado por Franz Eher Nachf. O texto diz: "Todo alemão é um lutador pela liberdade; o lobisomem ataca! (...)", "Sua constituição: Sirva-se (...)", "Fanáticos, não fatalistas; desafiem os mornos e inconstantes: que agora flutua, revela a todos nós (...)", etc.

Na madrugada de 24 de abril, o LVI Corpo Panzer contra-atacou, mas foi severamente destruído pelo 5º Exército de Choque, que conseguiu continuar seu avanço por volta do meio-dia. Um bombardeio com 3 000 canhões e morteiros pesados começou. Às 07h00 os primeiros batalhões soviéticos cruzaram, seguidos por tanques por volta das 12h00. À noite, Treptow estava nas mãos dos soviéticos que alcançaram o S-Bahn. Enquanto os combates se intensificavam no sudeste da cidade, entre 320 e 330 voluntários franceses comandados pelo SS-Brigadeführer Gustav Krukenberg e organizados como o Batalhão de Assalto Carlos Magno juntaram-se à 11ª Divisão Panzergrenadier SS Nordland. Eles se mudaram do campo de treinamento da SS perto de Neustrelitz para o centro de Berlim, passando pelos subúrbios a oeste.
Em 25 de abril, Krukenberg foi nomeado comandante do Setor de Defesa C, que incluía a Divisão Nordland, cujo comandante anterior, Joachim Ziegler, foi demitido do comando no mesmo dia. Este setor foi o mais pressionado pelo ataque soviético à cidade. A chegada dos franceses reforçou a Divisão Nordland, cujos regimentos de Norge e Danmark haviam sido dizimados na luta. Justamente ao meio-dia, quando Krukenberg chegou ao seu comando, a última cabeça de ponte alemã ao sul do Canal de Teltow estava sendo abandonada. Durante a noite, Krukenberg informou ao General Hans Krebs, Chefe do Estado-Maior do Oberkommando des Heeres (OKH) que em 24 horas o Nordland teria que recuar para o setor central Z. Os grupos de batalha soviéticos do 8º Exército de Guardas e do Primeiro Exército de Tanques de Guardas marcharam pelos subúrbios ao sul de Neukölln em direção ao aeroporto de Tempelholf. Defendendo o Setor D estava a Divisão Panzer Müncheberg. Os soviéticos avançaram com cautela usando lança-chamas para superar as posições defensivas. Ao anoitecer, os tanques soviéticos T-34 chegaram ao campo de aviação, apenas seis quilômetros ao sul do Führerbunker, onde foram controlados pela forte resistência alemã. A Divisão Panzer Müncheberg conseguiu segurar a linha até a tarde do dia seguinte. Por sua vez, tropas soviéticas e americanas fazem contato no rio Elba, perto de Torgau.
Em 26 de abril, os franceses participaram de um contra-ataque em Neukölln. O contra-ataque foi recebido com uma emboscada pelas tropas soviéticas. Com Neukölln fortemente penetrado por grupos de batalha soviéticos, Krukenberg preparou posições de reserva para os defensores do Setor C em torno de Hermannplatz. A sede foi transferida para a ópera. As duas pequenas divisões alemãs defendendo o sudeste enfrentaram a maior parte do Exército Soviético composto pelo 5º Exército de Choque, o 8º Exército de Guardas, o Primeiro Exército de Tanques de Guardas e o Terceiro Exército de Tanques de Guardas do Coronel General Pavel Rybalko. Quando a Divisão Nordland recuou em direção a Hermannplatz, os franceses comandados por Henri Joseph Fenet e 100 membros da Juventude Hitlerista destruíram quatorze tanques soviéticos. Uma posição de metralhadora próxima à ponte Halensee deteve as forças soviéticas por 48 horas. Os blindados restantes dos Nordlands, oito tanques Tiger e vários canhões de assalto, receberam ordens de assumir posições no Tiergarten, porque embora as divisões LVI Corpo Panzer de Weidling pudessem desacelerar o avanço soviético, eles não podiam pará-lo.

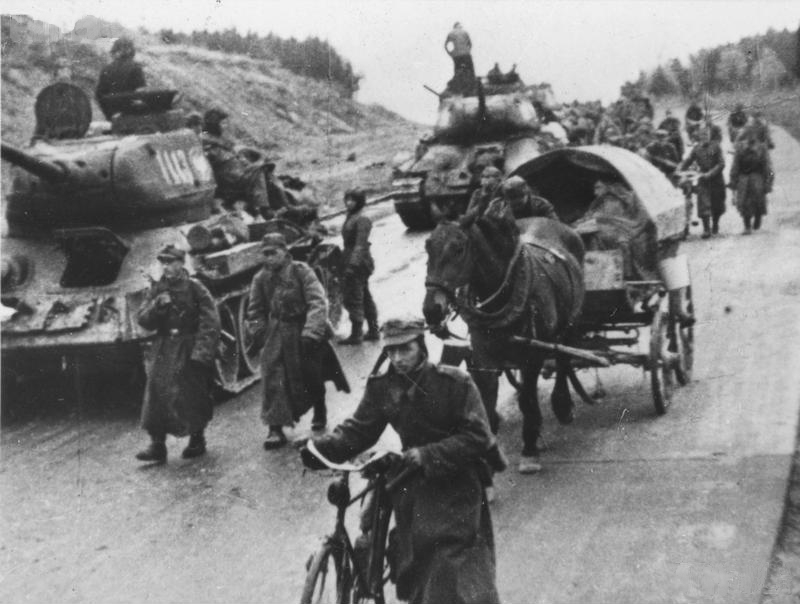
Tropas polonesas indo para Berlim.

Hitler convocou o Marechal de Campo Robert Ritter von Greim de Munique a Berlim para assumir o comando da Força Aérea Alemã (Luftwaffe) de Hermann Goering. Ao sobrevoar Berlim, von Greim foi gravemente ferido por fogo antiaéreo soviético. Sua amante e piloto, Hanna Reitsch, pousou em uma pista improvisada perto do Portão de Brandemburgo. No aeroporto de Tempelholf, baterias antiaéreas dispararam diretamente contra o avanço dos tanques soviéticos até que foram invadidas. Em 27 de abril, 2 000 mulheres alemãs foram reunidas e receberam ordens de ajudar a limpar o aeroporto de detritos para que a Força Aérea do Exército Vermelho pudesse começar a usá-lo.
Na manhã de 27 de abril, os soviéticos continuaram o assalto com intenso bombardeio no centro da cidade. O 8º Exército de Guardas e o Primeiro Exército de Tanques de Guardas receberam ordens de tomar a Belle-Alliance-Platz, que era defendida por soldados franceses. No sudoeste, o Terceiro Exército de Tanques de Guardas de Rybalko, apoiado pelo 28º Exército do Tenente General Luchinsky, avançou pelos subúrbios de Grunewald atacando o que restava da 18ª Divisão Panzergrenadier entrando em Charlottenburg. No sudeste, o 5º Exército de Choque de Berzarin havia contornado a torre antiaérea de Friedchsain e agora estava entre Frankfurter Allee e a margem sul do Spree. No noroeste, o 47º Exército do Tenente General Perkohorovitch estava se aproximando de Spandau e estava envolvido em uma batalha para capturar o Aeródromo de Gatow. No norte, o Segundo Exército de Tanques de Guardas do Coronel General Semyon Bogdanov estava atolado ao sul de Siemensstadt. O 3º Exército de Choque do Coronel General Vasily Kuznetsov contornou a torre antiaérea de Humboldthain e alcançou o norte do Tiergarten e Prenzlauerberg. Os exércitos soviéticos, em 27 de abril, haviam penetrado o anel defensivo externo do S-Bahn alemão de todas as direções. Naquela noite, Weidling relatou a situação a Hitler e apresentou um plano de fuga detalhado que seria armado com pouco menos de quarenta tanques. Hitler rejeitou o plano dizendo que ficaria em seu bunker e que Weidling continuaria a defesa. À noite, os governos da União Soviética, Grã-Bretanha e Estados Unidos emitiram conjuntamente declarações simultâneas reafirmando a determinação das potências Aliadas em completar a destruição do Terceiro Reich. Tanques administrados pelos Estados Unidos à União Soviética por meio do programa Lend-Lease participariam da batalha. O Segundo Exército de Tanques de Guardas perderia 209 desses tanques na batalha pela cidade.
Em 27 e 28 de abril, a maioria das formações da Primeira Frente Ucraniana que participavam da batalha receberam ordens de se retirar e avançar para o sul para participar da Ofensiva de Praga, que seria a última ofensiva do teatro europeu. Isso deixaria a Primeira Frente Bielorrussa com a honra de reivindicar a captura do centro de Berlim. Na madrugada de 28 de abril, as divisões juvenis de Clausewitz, Scharnhorst  e Theodor Körner atacaram do sudoeste na direção de Berlim cobrindo uma distância de cerca de 24 km antes de parar na ponta do Lago Schwielow a sudoeste de Potsdam, a 32 km de Berlim. A Divisão Panzer Müncheberg havia retornado à estação ferroviária Anhalter e, para impedir o avanço dos soviéticos, supostamente por ordem de Hitler, explodiram as anteparas sob o Canal Landwehr. Os soviéticos continuaram seu avanço alcançando a estação Wilhelmstrasse U-Bahn antes de serem emboscados e destruídos pelos franceses da Divisão Nordland.

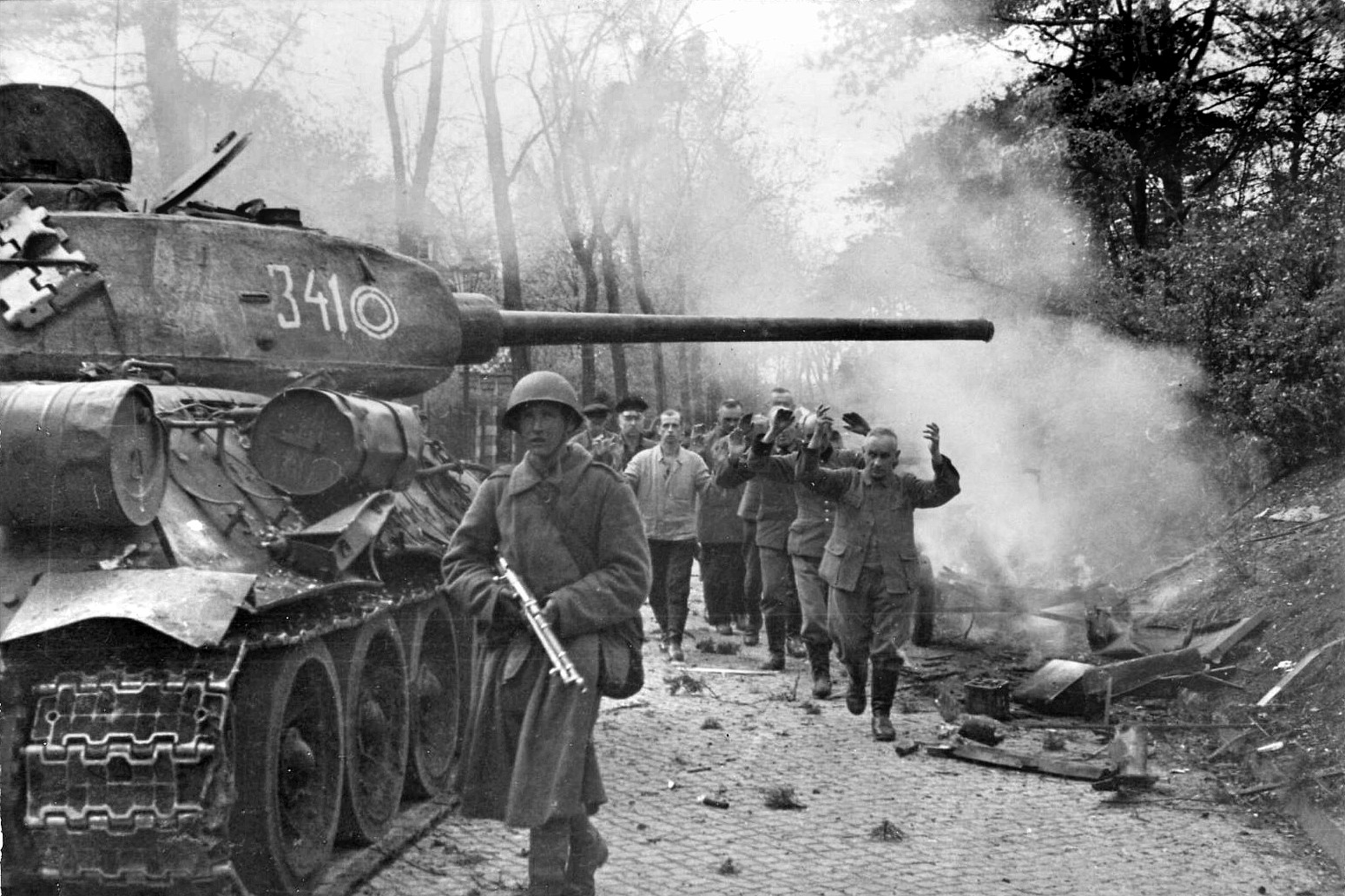
Soldados soviéticos, com um tanque T-34, escoltando prisioneiros alemães.

Os alemães, em 28 de abril, estavam reduzidos a uma faixa de menos de 5 km de largura e 15 km de comprimento. À noite, a BBC transmitiu uma reportagem da Reuters sobre as tentativas de Heinrich Himmler de negociar com aliados ocidentais por meio do diplomata sueco Folke Bernadotte em Lübeck. Ao ser informado, Hitler ficou furioso e disse aos que ainda estavam com ele no Führerbunker que o ato de Himmler foi a pior traição que ele já havia conhecido. Hitler ordenou que Robert Ritter von Greim e Hanna Reitsch voassem para o quartel-general de Karl Dönitz em Ploen e prendessem Himmler. Hans Krebs faria sua última ligação telefônica do Führerbunker para o Marechal de Campo Wilhelm Keitel, chefe do Oberkommando der Wehrmacht, em Furstenberg. Krebs disse a Keitel que se o socorro não chegasse em 48 horas, tudo estaria perdido. Keitel prometeu pressionar os generais Walther Wenck e Theodor Busse. Enquanto isso, o secretário particular de Hiler, Martin Bormann, telegrafou ao chefe da Marinha, almirante Dönitz, que "a Chancelaria do Reich [é] uma pilha de escombros". Von Greim e Reitsch voaram de Berlim. Von Greim recebeu ordens de fazer com que a Luftwaffe atacasse as tropas soviéticas que haviam acabado de chegar a Potsdamerplatz e garantir que Himmler fosse punido. Temendo que Hitler pudesse escapar, o 3º Exército de Choque soviético tentou derrubar o avião de von Greim, mas ele decolou com sucesso. Wenck informou a Keitel que seu XII Exército havia sido forçado a voltar ao longo de toda a frente. De acordo com Wenck, nenhum alívio foi agora possível para Berlim a partir de seu exército.
Às 04h00 do dia 29 de abril, no Führerbunker, o General Wilhelm Burgdorf, Goebbels, Krebs e Bormann testemunharam e assinaram o testamento de Adolf Hitler. Hitler ditou o documento para Traudl Junge logo depois que ele se casou com Eva Braun. Nas primeiras horas, o 3º Exército de Choque soviético cruzou a ponte Moltke e começou a se deslocar para as ruas e edifícios circundantes. Os ataques iniciais a edifícios, incluindo o Ministério do Interior, foram dificultados pela falta de artilharia de apoio. No sudeste, após uma longa luta, os soviéticos conseguiram capturar a sede da Gestapo na Prinz-Albrechtstrasse, mas um contra-ataque da Waffen-SS forçou os soviéticos a se retirarem do prédio. À tarde, as duas últimas Cruzes de Cavaleiro do Terceiro Reich foram entregues, uma para o francês Eugéne Vaulôt, que havia destruído pessoalmente oito tanques, e a outra para Friedrich Herzig. À noite, Weidling discutiu com seus comandantes de divisão a possibilidade de ir para o sudoeste para se juntar ao XII Exército. Mais tarde naquela noite, Krebs contatou o General Alfred Jodl por rádio. No início da manhã de 30 de abril, Jodl responderia a Krebs: "Em primeiro lugar, a ponta de lança de Wenck atolou ao sul do Lago Schwielow. Em segundo lugar, o XII Exército, portanto, incapaz de continuar o ataque a Berlim. Em terceiro lugar, grande parte do IX Exército cercado. Em quarto lugar, o Corpo de Holste na defensiva".
Enquanto isso, o comandante supremo do exército polonês, General Michał Rola-Żymierski, pediu a Gueorgui Júkov "em nome do partido e do governo polonês" que aceitasse a participação de uma unidade do exército polonês no assalto a Berlim, embora várias unidades polonesas menores já tivessem participado da batalha. Com o consentimento de Stalin, foi ordenada a transferência da 1ª Divisão de Infantaria Tadeusz Kościuszko para a área e a atribuição de regimentos individuais às unidades blindadas soviéticas. Os soldados poloneses apareceram no dia 30 de abril às 7h, participando da batalha. Ao chegar, as forças polonesas descobriram que as unidades soviéticas haviam sofrido enormes perdas.

### Ataques finais

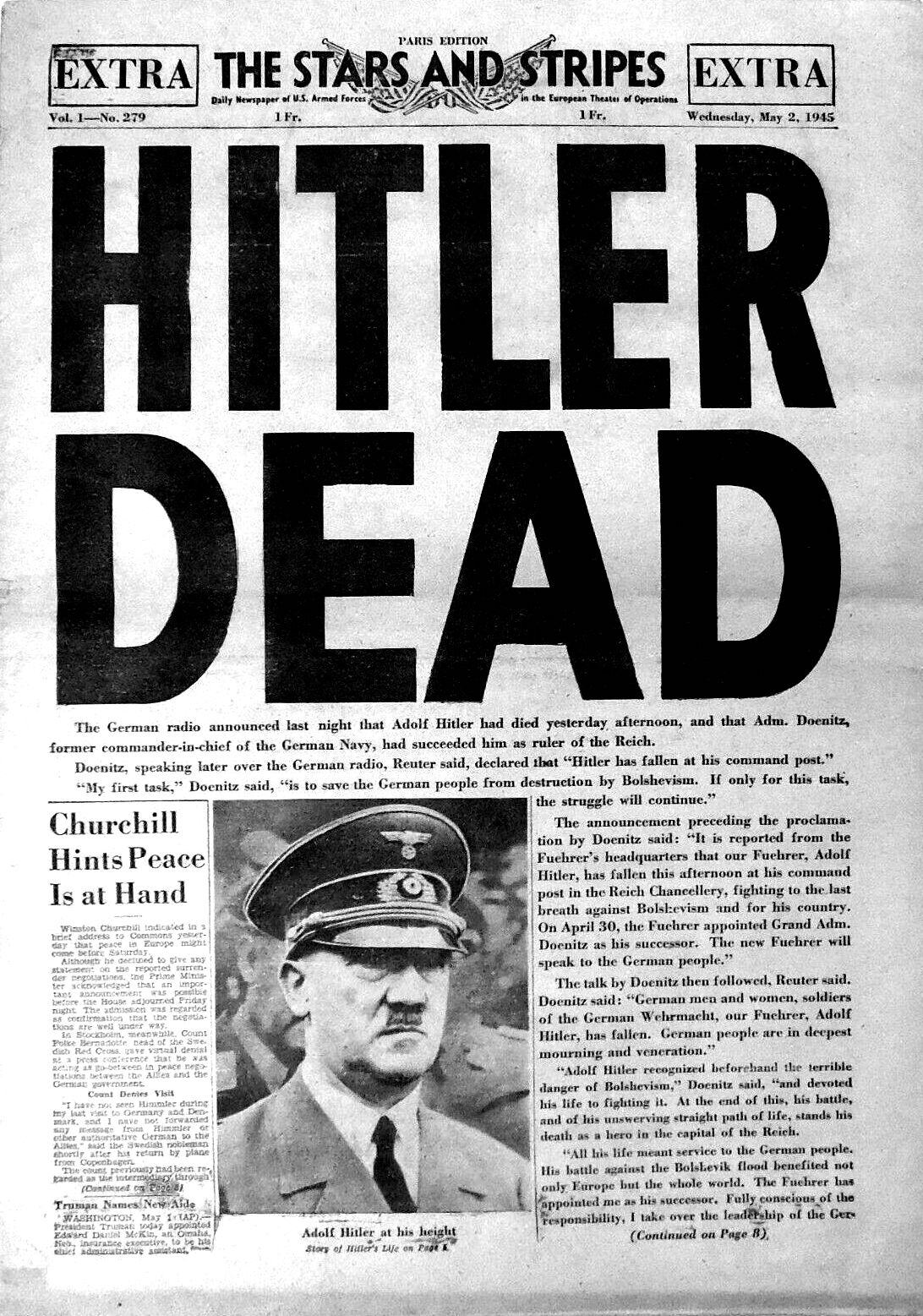
Jornal norte-americano anunciando a morte de Adolf Hitler

Às 6h00 dia 30 de abril, os soviéticos ainda não haviam capturado os andares superiores do Ministério do Interior, mas, à medida que a luta continuava, um ataque foi lançado de lá através dos 400 metros de Königsplatz até o Reichstag. Para os soviéticos, o Reichstag era um símbolo do Terceiro Reich, sua captura teve um valor muito significativo. Joseph Stalin insistiu para que o edifício fosse tomado a tempo para o Dia Internacional dos Trabalhadores (1º de maio). O ataque inicial foi dizimado pelo fogo cruzado do Reichstag e da Ópera Kroll. Poucas horas depois, as unidades do General Vasily Shatilov, apoiadas por artilharia pesada e tanques, alcançaram uma zona antitanque cheia de água. Às 13 horas, outro ataque foi lançado, interrompido pelos canhões antiaéreos do Zoológico de Berlim.
Durante a manhã, Wilhelm Mohnke informou Hitler que o centro poderia resistir por menos de dois dias. Mais tarde, Weidling informou Hitler que os defensores provavelmente esgotariam suas munições naquela noite e pediu permissão a Hitler para escapar. Por volta das 13h00, Weidling finalmente recebeu a permissão de Hitler para tentar uma fuga. Durante a tarde, Hitler atirou nele mesmo e Eva Braun tomou cianeto. De acordo com as instruções de Hitler, os corpos foram queimados no jardim da Chancelaria do Reich. Pouco antes do suicídio de Hitler, a rádio de Berlim conseguiu transmitir, pela última vez, a Marcha Funerária de Siegfried de Richard Wagner para dar coragem às tropas. Joseph Goebbels tornou-se o novo "Chefe de Governo" e Chanceler da Alemanha. Às 15h15, Goebbels e Bormann enviaram uma mensagem de rádio ao Almirante Dönitz informando-o da morte de Hitler. Segundo os últimos desejos de Hitler, Dönitz foi nomeado o novo "Presidente da Alemanha". Goebbels se suicidaria com sua família e o posto de chanceler passaria para Lutz Shcwerin von Krosigk. Em uma transmissão ao povo alemão, em 2 de maio de 1945, Lutz se tornou um dos primeiros comentaristas a se referir a uma "Cortina de Ferro" em toda a Europa, uma frase que ele tinha lido de um artigo de Joseph Goebbels.

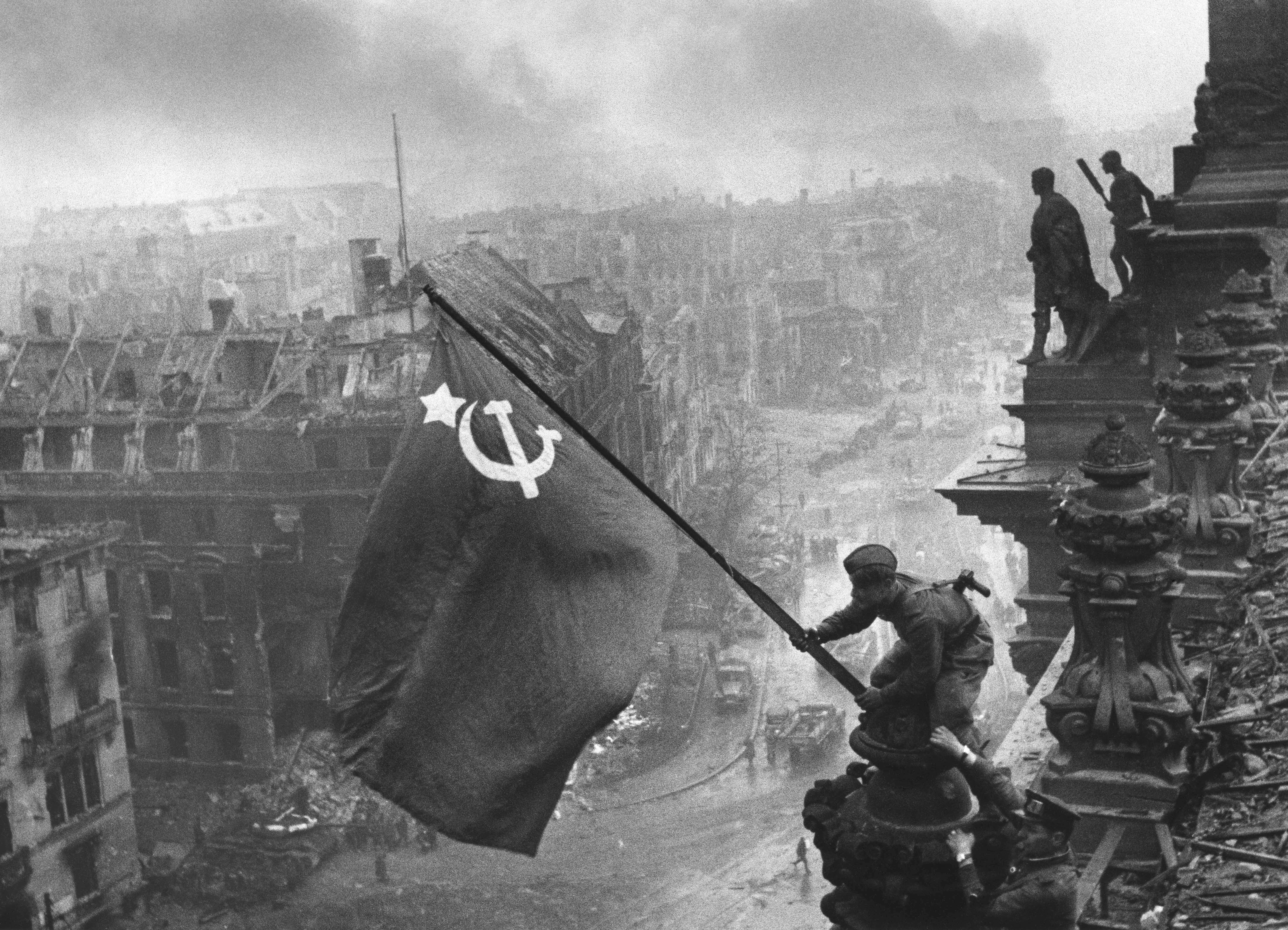
Bandeira soviética sobre o Reichstag

Somente às 18h00, três regimentos de infantaria da 150ª Divisão de Fuzileiros, apoiados por tanques, iniciaram o ataque ao Reichstag. Os soviéticos entraram no saguão do prédio e avançaram lentamente pelo Reichstag. Às 22h50, uma bandeira do martelo e da foice foi pendurada no Reichstag quando Rakhimzhan Qoshqarbaev a inseriu na coroa da estátua feminina "Germania". No entanto, como era noite, não foi possível tirar uma fotografia, embora algumas horas antes dois aviões tivessem jogado grandes faixas vermelhas no telhado que pareciam ter sido enganchadas ali, além disso foi espalhado que a bandeira já havia sido hasteada, e Jukov, ao saber disso por relatórios recebidos, divulgou um anúncio de que suas tropas havia capturado o Reichstag e hasteado a bandeira, mas quando os correspondentes chegaram, não encontraram soviéticos no prédio. No dia seguinte, os alemães removeram a bandeira.
A luta pelo Reichstag continuou durante todo o 1º de maio. Por volta das 04h00 do dia 1º de maio, Krebs falou com Chuikov sem chegar a um acordo. Às 10h45, os soviéticos desencadearam um "furacão de fogo" no bolso alemão no centro para forçar os alemães a se renderem. Na mesma manhã, a barricada em Pestalozzistrasse foi tomada pelas tropas polonesas, permitindo o avanço dos tanques soviéticos. Além disso, foram tomadas posições alemãs dentro e ao redor da igreja em Karl August-Platz, permitindo que unidades polonesas e soviéticas avançassem ao longo de Goethestrasse e Schillerstrasse, enquanto o 2º Regimento polonês assumiu o Instituto de Tecnologia de Berlim. Apoiada pelo 3º Regimento de Infantaria polonês, a 66ª Brigada de Guardas de Tanques Soviéticos cruzou Franklinstrasse e avançou em direção à estação Berlim-Tiergarten. As unidades polonesas e soviéticas assumiram o controle da estação Zoologischer Garten e da linha ferroviária entre elas. Por sua vez, os franceses, sob o comando da Fenet, tinham destruído outros 21 tanques soviéticos enquanto a Unidade SS espanhola, liderada por Miguel Ezquerra, encenou um assalto a Wiilhelmplatz que terminou em fracasso quando as tropas soviéticas abateram dois espanhóis e um suboficial letão.

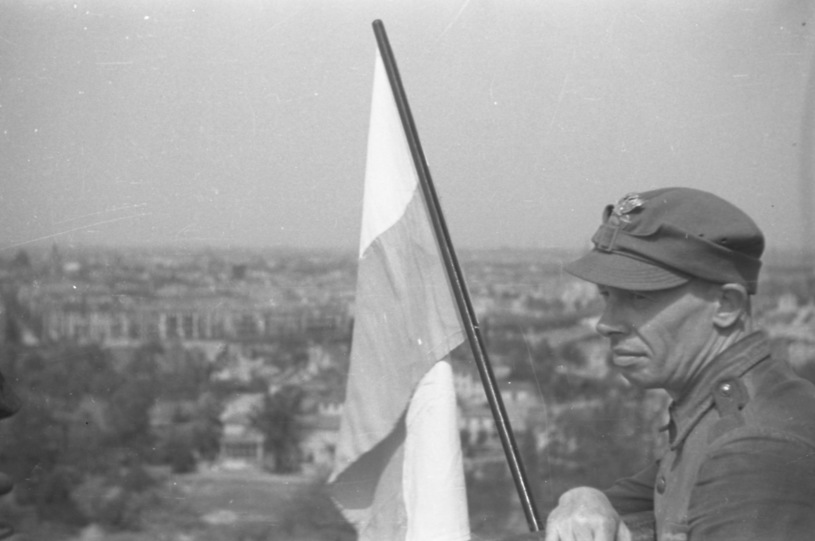
Bandeira polonesa em Berlim

Weidling deu uma ordem para os sobreviventes fugirem para o noroeste a partir das 21h00. O vazamento começou por volta das 23h00. O primeiro grupo liderado por Mohnke. Bormann, Wernern Naumann e o resto da equipe do Führerbunker o seguiram. Mohnke não conseguiu quebrar os anéis soviéticos. A maioria foi feita prisioneira e alguns cometeram suicídio. Apenas um pequeno punhado de sobreviventes alcançou o Elba e se rendeu aos aliados ocidentais. Krukenberg e muitos dos sobreviventes dos remanescentes da Divisão Nordland cruzaram o rio Spree, mas foram forçados a retornar ao centro. Lá eles se separaram, alguns tiraram seus uniformes e tentaram se passar por civis, mas a maioria foi morta ou, como Krukenberg, capturada.
O controle total do Reichstag foi alcançado pelas tropas soviéticas em 2 de maio. Nesse mesmo dia, os soviéticos invadiram a chancelaria do Reich enquanto a área do Führerbunker era defendida pelos franceses juntamente com colaboradores de outros países europeus. O fotógrafo Yevgeny Khaldei escalou o pacificado Reichstag para tirar uma foto. Ele carregava uma grande bandeira costurada para esse fim por seu tio. Khaldei pediu aos soldados que passavam para ajudá-lo com a encenação da sessão fotográfica. A foto de Khaldei se tornaria um símbolo da derrota do Terceiro Reich e da vitória do Exército Vermelho. Enquanto isso, o polonês Antoni Jabłoński junto com alguns de seus companheiros, foi para a Coluna da Vitória. Eles subiram as escadas em espiral, temendo que os alemães estivessem no topo. No topo, a bandeira polonesa foi hasteada enquanto diziam: "Pela Polónia, por Varsóvia, pela vitória!".

### Rendição

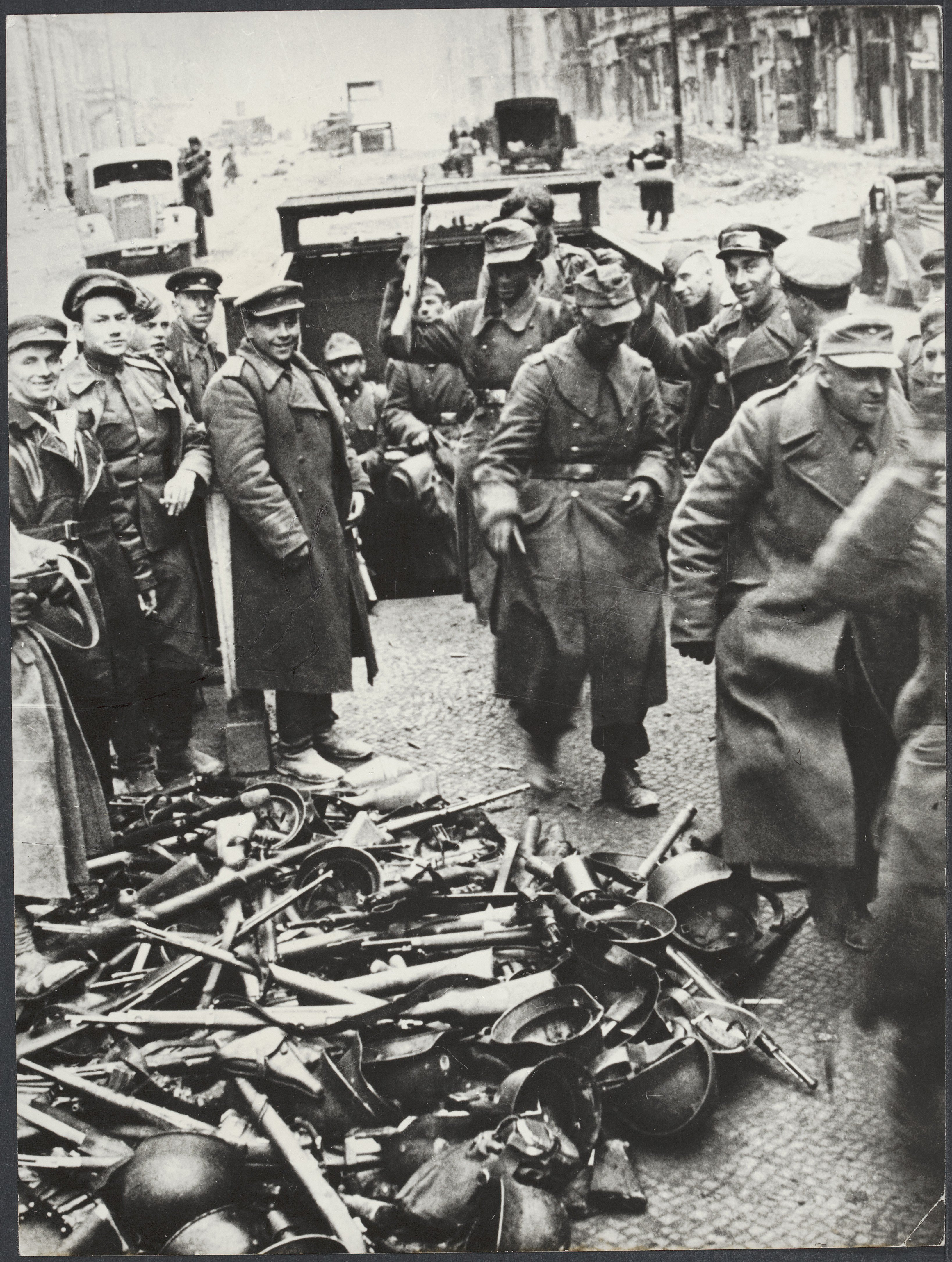
Tropas soviéticas coletam armas de soldados alemães rendidos.

À 1h00 de 2 de maio, os soviéticos receberam uma mensagem de rádio do LVI Corpo solicitando um cessar-fogo e declarando que os emissários viriam sob bandeira branca para a ponte Potsdamer. Às 06h00, o General Weidling se rendeu com sua equipe. Às 08h23 ele se encontrou com Chuikov. Nas discussões que se seguiram, Weidling concordou com a rendição incondicional da cidade de Berlim. Sob a liderança de Chuikov e do General Vasily Sokolovsky, Weidling baixou sua ordem de rendição. Na noite de 2 a 3 de maio, o General von Manteuffel e o General von Tippelskirch renderam-se ao Exército dos Estados Unidos. Na manhã de 7 de maio, o perímetro da cabeça de ponte do XII Exército começou a ruir. Wenck cruzou o Elba e se rendeu ao Nono Exército dos Estados Unidos. O alto-comando alemão e a maioria das forças armadas alemãs renderam-se incondicionalmente aos Aliados a 8 de maio de 1945. Embora algumas forças alemãs continuassem a lutar durante mais alguns dias, a guerra na Europa havia, efetivamente, chegado ao fim. 
Os soviéticos tiveram de 20 000 a 25 000 mortos na cidade e 81 000 mortos durante a operação inteira. Outros 280 mil foram reportados como feridos ou doentes durante o período da operação. Os alemães sofreram mais de 90 000 mortes, 220 000 feridos e na área de defesa da cidade cerca de 45 000 mortes entre militares e civis.